# Lisburn Rangers Ladies FC & Girls Academy
Ne doit pas être confondu avec Lisburn Ladies Football Club.
Maillots
Actualités
Le Lisburn Rangers Ladies FC & Girls Academy est un club féminin de football basé à Lisburn en Irlande du Nord. 

## Histoire
Après avoir remporté en 2023 le championnat nord-irlandais de deuxième division le Lisburn Rangers Ladies FC & Girls Academy intègre la première division de son pays pour la première fois en 2024. Le club rejoint ainsi un autre club de Lisburn, le Lisburn Ladies Football Club.
Équipe surprise de la saison, le club se hisse dès les premières rencontres parmi dans les premières places de la compétition pour terminer à la quatrième place. Après quatre journées, l'équipe est encore invaincue. Les Rangers s'imposent même sur le terrain de certaines équipes star de la compétition comme Linfield Ladies
Lors de cette première saison dans l'élite, le Lisburn Rangers atteint la finale de la Coupe d'Irlande du Nord. Elles perdent la rencontre lourdement contre Cliftonville Ladies sur le score de 5 buts à 0

En 2025 le Lisburn Rangers participe pour la première fois à la Women's All-Island Cup.

## Palmarès
- Néant